# St-Just (Lyon)

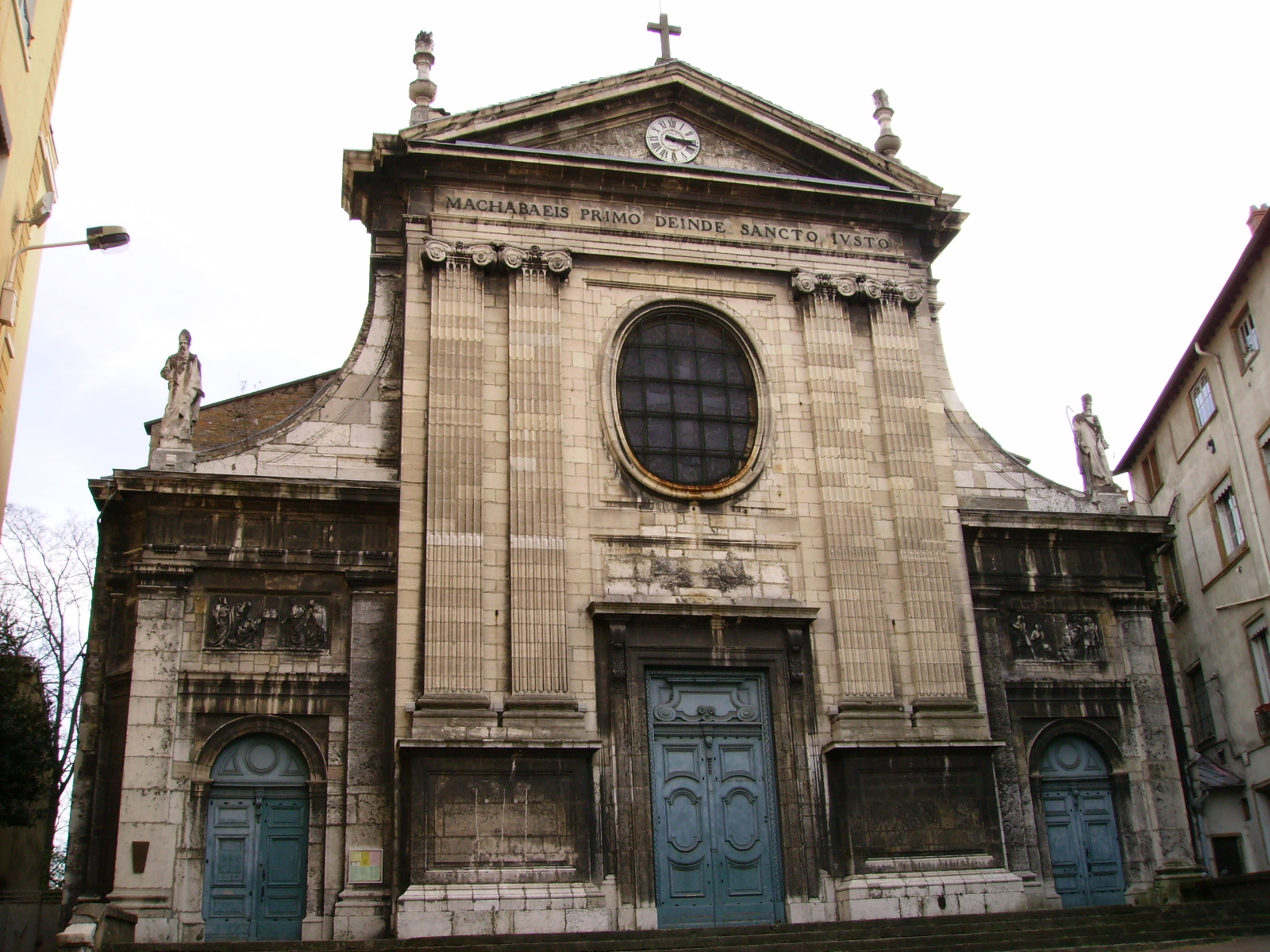
Lyon, Kirche Saint-Just, Portalfassade

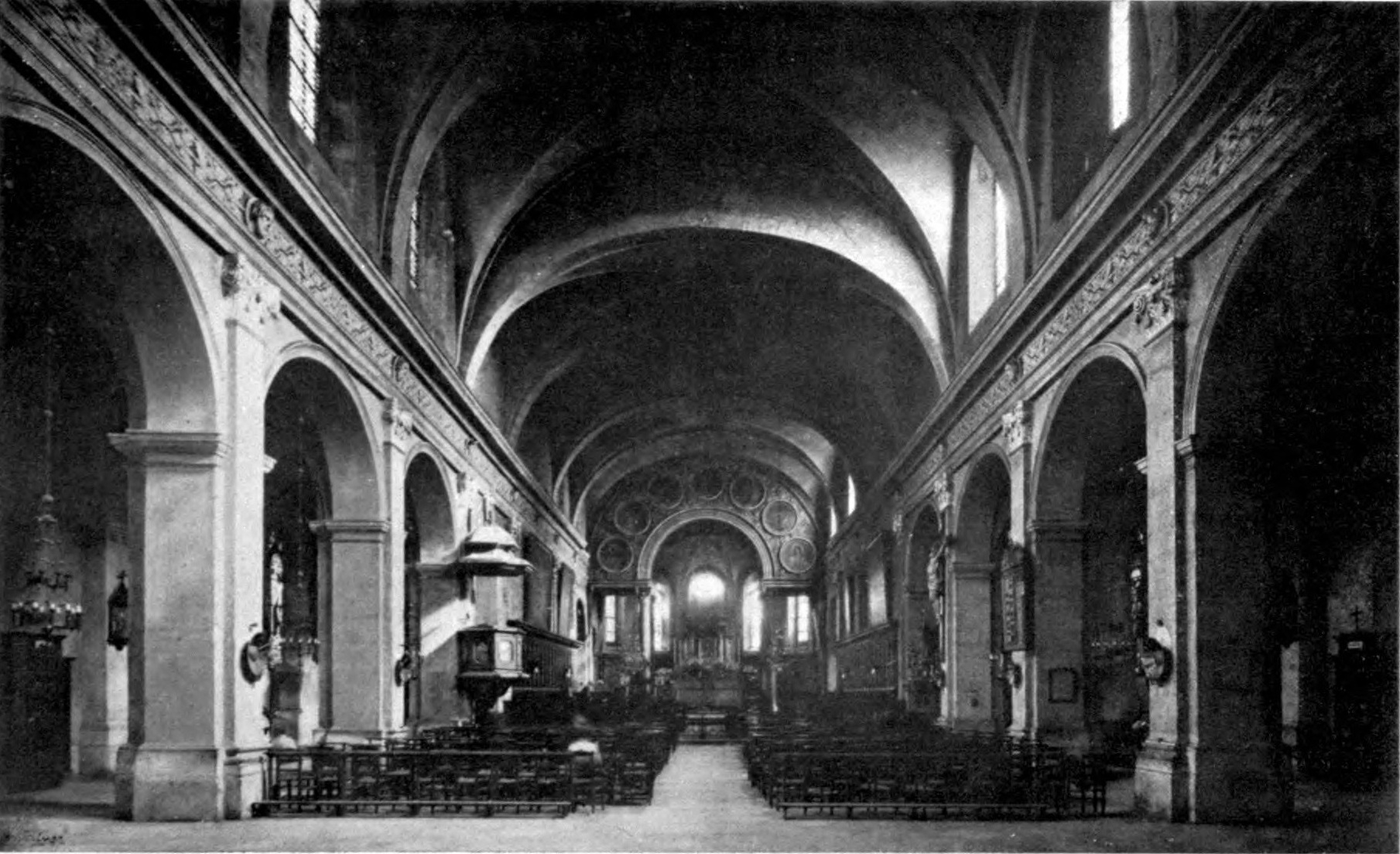
Inneres 1908

Die römisch-katholische Kirche Saint-Just ist eine ehemalige Kollegiatstifts- und heutige Pfarrkirche in Lyon. Sie entstand vom Ende des 16. bis zur Mitte des 19. Jahrhunderts in Renaissance-, Barock- und klassizistischen Formen.

## Geschichte

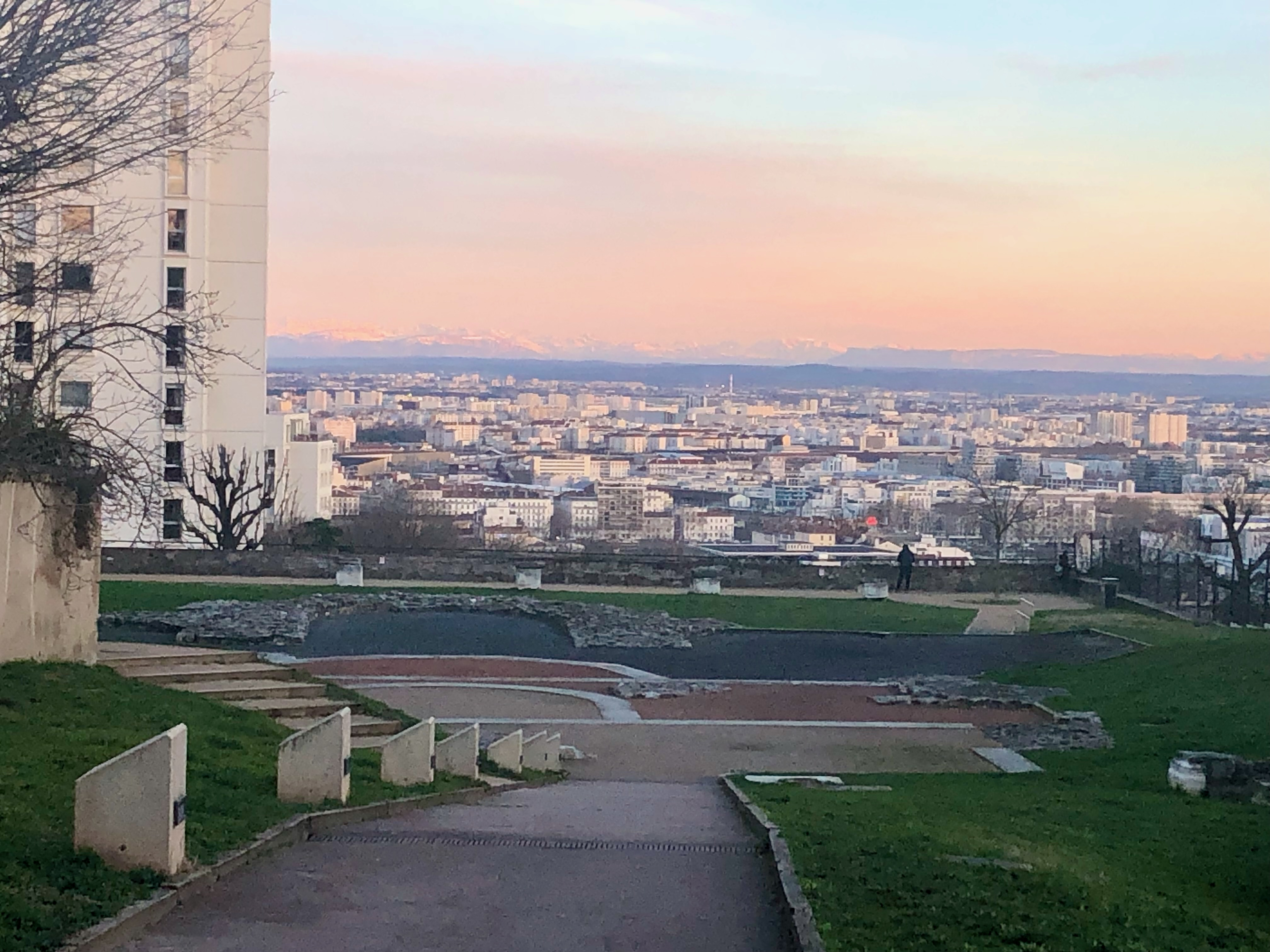
Die ausgegrabenen Grundmauern des Vorgängerbaus unweit der heutigen Kirche.

Der gleichnamige Vorgängerbau, die Grabkirche des hl. Justus und weiterer früher Bischöfe von Lyon, stand etwa 200 Meter weiter westlich im nach ihr benannten Viertel Saint-Just (). Die Grundmauern der Vorgängerkirche sind freigelegt und können besichtigt werden. Die Gründung wird ins 5. Jahrhundert datiert. Sie trug ursprünglich den Namen der Makkabäer (sieben jüdische Märtyrer-Brüder und ihre Mutter, 2 Makk 7 ). Seit dem 9. Jahrhundert bestand bei der Kirche ein Kollegiatstift. In dieselbe Zeit fiel der Patroziniumswechsel zu Saint-Just. Im Zuge der Reformationsunruhen wurde die alte St.-Justus-Kirche in der Nacht vom 30. April auf den 1. Mai 1562 durch protestantische Truppen unter François de Beaumont zerstört. Ihre Grundmauern sind archäologisch gesichert.
Für den Wiederaufbau wählte das Stiftskapitel die neue Stelle, die mehr Schutz durch die Stadtbefestigung versprach. 1591 wurde die noch unvollendete Kirche durch den Erzbischof von Lyon geweiht. Erst 1661 wurde der Chor fertiggestellt, 1711 die Fassade nach dem Entwurf des gebürtigen Münchners Ferdinand-Sigismond Delamonce (1678–1753) vollendet.
Während der Französischen Revolution erlitt die Kirche schwere Schäden. Die Symbole des kirchlichen Feudalismus, zu denen auch die Heiligenbilder gezählt wurden, gingen in Trümmer. 1791 wurde das Kollegiatstift aufgehoben und sein Besitz konfisziert.
Die politische Restauration führte ab 1830 zur Wiederherstellung und Neuausstattung der dreischiffigen Basilika im klassizistischen und historistischen Stil der Zeit. Die Orgel von 1921 wurde 1972 restauriert.
1980 wurde Saint-Just als Monument historique gelistet. Nachdem jahrzehntelang nur Sondergottesdienste in der Kirche stattfanden, gibt es seit 2014 wieder regelmäßig heilige Messen. Daneben ist Saint-Just eine beliebte Konzertstätte.